# Richard Meale
Richard Graham Meale (født 24. august 1932 i Sydney, Australien – død 23. november 2009) var en australsk komponist.
Han studerede klaver på NSW New Zealand Concervatorium of Music, hvor han også studerede klarinet, harpe, musikteori
og musikhistorie; Studerede derefter på University of California, Los Angeles,
og andre musik institutioner.
Var fra 1969 – 1988 en del af lærerstaben på University of Adelaide i South Australia. I 1971 blev han tildelt Order of the British Empire (MBE),
og i 1985 med Order of Australia (AM).
Meale var stor tilhænger af den franske komponist Olivier Messiaen, og hans stil er inspireret af ham.
Han har skrevet 2 symfonier, operaer, og orkesterværker såsom Viridian og Juliets Memoirs. Han hører til Australiens ledende komponister. 

## Udvalgte værker
- Symfoni (1959) - for firhændigt klaver og strygeorkester
- Symfoni nr. 1 (1995) - for orkester
- "Mer de Glace" (1986-1991) - for orkester
- "Viridian" (1979) - for orkester
- "Voss"  (1986) - opera
- Strygekvartet (1980)
- "Juliets Memoirs" (19?) - for orkester